# مارتن وأوسا جونسون
مارتن إلمر جونسون (وُلد في 9 أكتوبر من عام 1884 – تُوفي في 13 يناير من عام 1937) وأوسا هيلين جونسون (اسمها قبل الزواج: ليتي، وُلدت في 14 مارس من عام 1894 – تُوفيت في 7 يناير من عام 1953)، كانا زوجين مغامرين وصانعي أفلام وثائقية أمريكيي الجنسية. سلب الزوجين الأمريكيين مارتن وأوسا جونسون ألباب الجماهير العامة في النصف الأول من القرن العشرين، وذلك من خلال أفلامهما وكتبهما حول مغامراتهما في أراض غريبة وبعيدة. درس مارتن وأوسا الحياة البرية وشعوب شرق ووسط أفريقيا وجزر جنوب المحيط الهادئ وشمال بورنيو البريطانية، وذلك باعتبارهما مصورين فوتوغرافيين ومستكشفين ومسوقين وعالمي طبيعة ومؤلفين. استكشف الزوجان أراض لم تكن معروفة في ذلك الوقت، وعادا منها محملين بأشرطة أفلام وصور فوتوغرافية، الأمر الذي أتاح للأمريكيين استكشاف هذه الأراضي البعيدة للمرة الأولى.

## رحلات السفاري
غادر مارتن وأوسا في رحلة لمدة تسعة أشهر عبر جزر هيبريدس الجديدة (فانواتو) وجزر سليمان في عام 1917. كان أبرز ما في الرحلة لقاء قصير ومروع مع قبيلة بيغ نامبا في شمال ماليكولا، إذ لم يسمح لهما زعيم القبيلة بالمغادرة بعد وصولهم. تدخل زورق حربي بريطاني لمساعدتهما في الهروب من ذلك المكان. ألهمت اللقطات التي حصلا عليها هناك الفيلم الطويل أمونغ ذا كانيبال إيلز أوف ذا ساوث سيز (1918).
عاد الزوجان إلى ماليكولا في عام 1919 لتصوير بيغ نامبا مجددًا، لكن رافقهما في هذه الرحلة حرس مسلح. تبين أنه لا داع لوجود الحرس المسلح، إذ جُرد أعضاء قبيلة بيغ نامبا من السلاح بعد عرض فيلم أمونغ ذا كانيبال إيلز أوف ذا ساوث سيز. أنهى مارتن وأوسا رحلتهما في عام 1920 بزيارتهما إلى شمال بونيو البريطانية (تُعرف الآن باسم صباح) ورحلتهما الاستكشافية إلى ساحل شرق أفريقيا. أصدر الزوجان بعد عودتهما إلى ديارهما فيلم جنغل أدفينشرز (1921) وفيلم هيدهانترز أوف ذا ساوث سيز (1922).
انتهت أول رحلة استكشافية للزوجين في أفريقيا –والتي استمرت بين عامي 1921 و1922- بإصدارهما لفيلمهما الروائي الطويل ترايلينغ وايلد أفريكان أنيمالز (1923).
ذهب الزوجان في رحلة ثانية طويلة –بين عامي 1924 و1927- إلى شمال كينيا، إذ أمضيا معظم وقتهما بجوار بحيرة أطلقا عليها اسم الفردوس في جبل مارسابيت. استخدم الزوجان لقطات من هذه الرحلات في تصوير أفلامهما مارتنز سفاري (1928) وأوساز فور ييرز إن بارادايس (1941) وسيمبا: كينغ أوف ذا بيستس (1928).
التقى كل من أوسا ومارتن بدوق ودوقة يورك في عام 1925، ثم التقيا بالملك جورج السادس والملكة إليزابيث أثناء رحلة سفاري في كينيا. 
امتدت رحلتهما الثالثة إلى أفريقيا بين عامي 1927 و1928، إذ كانت بمثابة جولة في النيل مع الصديق والداعم لهما جورج إيستمان، الذي كان مؤسس شركة إيستمان كوداك. شكلت لقطات هذه الرحلة جنبًا إلى جنب مع بعض اللقطات السابقة أول فيلم ناطق للزوجين، إذ صدر الفيلم تحت عنوان أكروس ذا ورلد ويز مستر أند مسز جونسون (1930) وتخلله سرد على لسان مارتن.
اختير ثلاثة من نسور الكشافة في المنافسة الوطنية لعام 1928 للذهاب في رحلة سفاري مع فريق جونسون إلى شرق أفريقيا، وهم روبرت ديك دوغلاس من كارولاينا الشمالية، وديفيد آر. مارتن جونيور من مينيسوتا، ودوغلاس إل. أوليفر من جورجيا. شارك الكشافة الثلاثة في تأليف كتاب ثلاثة فتيان كشافة في أفريقيا في عام 1928. أصبح دوغلاس محاميًا (وُلد في عام 1912- تُوفي في عام 2015)، بينما إذا مارتن مديرًا تنفيذيًا في الكشافة الأمريكية (وُلد في عام 1913- تُوفي في عام 2004)، وأصبح أوليفر أستاذًا فخريًا للأنثروبولوجيا في كل من جامعتي هارفرد وهاواي (وُلد في عام 1913- تُوفي في عام 2009). 